# Taruik Baubililaun
Der Taruik Baubililaun (kurz Baubililaun) ist ein Berg im osttimoresischen Suco Aidabaleten (Verwaltungsamt Atabae, Gemeinde Bobonaro). Er befindet sich im Süden der Aldeia Biacou und hat eine Höhe von 244 m. Westlich führt die Überlandstraße von Balibo nach Vila de Liquiçá am Berg vorbei.